# 柳家喜せん
柳家 㐂せん（やなぎや きせん、1973年11月18日 - ）は、落語協会に所属していた元落語家。本名∶寺西 一樹。出囃子は『喜撰』。

## 芸歴
- 1994年 - 四代目柳家小せんに入門、前座名「せん樹」。
- 1998年 - 二ツ目昇進、「喜せん」と改名。
- 2005年 - 4月14日付で廃業。